# 谢炳 (1952年)
谢炳（1952年1月3日—），汉族，广东澄海人，中华人民共和国政治人物、第十一届全国政协委员，谢正民、谢大民、谢中民、谢国民之侄。
曾担任正大集团执行副总裁、正大制药集团董事长、中国生物制药有限公司主席。2008年，当选第十一届全国政协委员，代表经济界，分入第三十四组。并担任经济委员会专委。2020年8月21日，谢炳辞任中国生物制药公司首席执行长。